# Autostrada A29 dir
Die Autostrada A29 dir (italienisch für ‚Autobahn A29 dir‘), auch Diramazione Alcamo-Trapani genannt, ist eine italienische Autobahn auf Sizilien, die von Alcamo nach Trapani im Westen der Insel führt. Die A29 dir ist ein Autobahnabzweig der A29, der westlich der Stadt Alcamo abzweigt. Die Autobahn ist im gesamten Verlauf mautfrei.

## Streckenverlauf
Obwohl die A29 dir lediglich ein Autobahnabzweig ist, verzweigt sie sich dennoch nach 30 km ein zweites Mal unweit der Ortschaft Dattilo. Beide Äste sind rund 15 km lang und führen in nördlicher Richtung zur Provinzhauptstadt Trapani, in südlicher Richtung als A29 dir/A zum Flughafen Trapani-Birgi. Über die Staatsstraße 115 ist zudem die Stadt Marsala zu erreichen.